# Пёттеринг, Леннарт
Леннарт Пёттеринг (нем. Lennart Poettering, также Поттеринг; род. 1980, Гватемала) — германский программист, известен как разработчик свободного программного обеспечения PulseAudio, Avahi и systemd.
Начиная с 2003 года участвовал в более чем в 40 проектах.
Родился в Гватемале, детство провёл в Рио-де-Жанейро. Когда ему было 12 лет, семья переехала в Гамбург. Окончил факультет информатики Гамбургского университета.
С 2004 года начал разрабатывать подсистему PulseAudio, ставшую со временем основным звуковым сервером в Linux. В 2005 году создал реализацию Zeroconf для Linux и BSD — демон Avahi. 
С 2010 года совместно с Каем Зиверсом разрабатывает альтернативную традиционной со времён System V систему инициализации для Linux — systemd. Хотя поддержка systemd и вклад Пёттеринга из-за радикальности изменений нередко сопровождались критикой в сообществе, с начала — середины 2010-х годов systemd фактически стала стандартом и почти полностью вытеснила традиционную систему init в экосистеме Linux.
В 2011—2022 годы — сотрудник Red Hat; 7 сентября 2022 года перешёл в Microsoft.
Увлекается фотографией, материал для хобби дают многочисленные поездки на конференции.